# Plantago dubia
Plantago dubia là một loài thực vật có hoa trong họ Mã đề. Loài này được L. miêu tả khoa học đầu tiên.